# دین گریگوس
دین گریگوس (انگلیسی: Dean Greygoose؛ زادهٔ ۱۸ دسامبر ۱۹۶۴) بازیکن فوتبال اهل بریتانیا است.
از باشگاه‌هایی که در آن بازی کرده‌است می‌توان به باشگاه فوتبال کریستال پالاس، باشگاه فوتبال کمبریج یونایتد، باشگاه فوتبال کانوی ایسلند، باشگاه فوتبال سوهام تاون رانجرز، باشگاه فوتبال آلترینچام، باشگاه فوتبال کرو آلکساندرا، باشگاه فوتبال سادبوری، باشگاه فوتبال لینکولن سیتی، باشگاه فوتبال بری تاون، باشگاه فوتبال استیونج، باشگاه فوتبال نورتویچ ویکتوریا، و باشگاه فوتبال لیتون اورینت اشاره کرد.